# VanEck Asset Management
Der Vermögensverwalter VanEck Asset Management B.V. (kurz VanEck AM oder VanEck) ist ein im Finanzsektor aktives Unternehmen, dessen Hauptsitz in Amsterdam, in den Niederlanden ist.

## Beschreibung
Das Unternehmen ging 2018 durch eine Übernahme des ETF Emittenten Think ETF Asset Management B.V. durch den 1955 gegründeten US-amerikanischen Vermögensverwalters VanEck Associates Corporation hervor. Dies wurde 2019 durch eine Anpassung des Namens vervollständigt. Damit ist das Unternehmen auch eine hundertprozentige Tochtergesellschaft der VanEck Associates Corporation. Der Hauptsitz und die Verwaltung des europäischen Ablegers des ETF Emittenten VanEck ist in der niederländischen Großstadt Amsterdam.
Die deutsche Vertriebsstelle mit Sitz in Frankfurt am Main bildet die VanEck (Europe) GmbH.
Das Unternehmen verwaltet sowohl ETFs als auch normale Fonds, die in den Niederlanden registriert sind. Das gesamte in Europa verwaltete Vermögen belief sich im April 2022 auf 5.982 Millionen Euro. Die Aufteilung liegt hierbei zum Stichtag 31. Dezember 2021 bei ungefähr 1.660 Millionen Euro in niederländischen Fonds und bei 4.373 Millionen USD in Irland angesiedelten Fonds. Letztere steht unter der Verwaltung des irischen Schwesterunternehmens VanEck Investments Limited.